# 泰勒阿特拉斯山脈

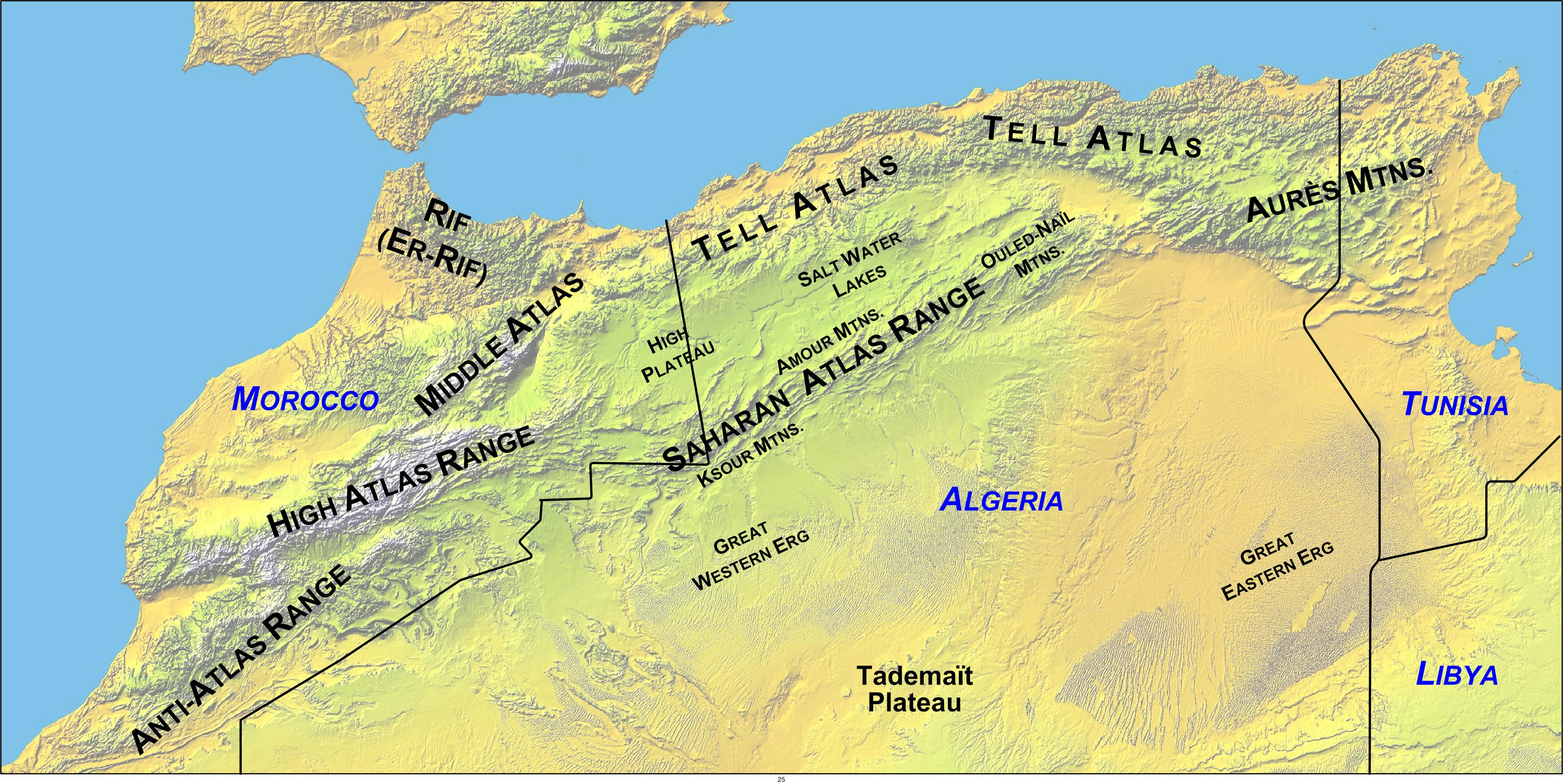

泰勒阿特拉斯山脈是北非的山脈，橫跨摩洛哥、阿爾及利亞和突尼斯，屬於阿特拉斯山脈的一部分，全長1,500公里，最高點海拔高度2,308米。
36°00′N 1°00′E / 36.000°N 1.000°E